# Dolendougou
Dolendougou is een gemeente (commune) in de regio Koulikoro in Mali. De gemeente telt 14.200 inwoners (2009).